# Koto Tengah (Danau Kerinci)
Koto Tengah is een bestuurslaag in het regentschap Kerinci van de provincie Jambi, Indonesië. Koto Tengah telt 1130 inwoners (volkstelling 2010).